# Jean-Louis Boussingault
Pour les articles homonymes, voir Boussingault.
Jean-Louis Boussingault (1883-1943) est un artiste peintre, graveur et illustrateur français. Il a pratiqué la pointe sèche, l'eau-forte et la lithographie.

## Biographie
Né le 8 mars 1883 dans le 6e arrondissement de Paris, Jean-Louis Boussingault, qui appartient à la famille du chimiste Jean-Baptiste Boussingault dont il est le petit-fils, fréquente dans les années 1900 les peintres André Dunoyer de Segonzac, Luc-Albert Moreau, Valdo Barbey et André Villeboeuf : ils sont tous élèves à l'académie Julian puis à l'académie de la Palette où il a comme enseignants Charles Guérin, Georges Desvallières, et Pierre Laprade. Au cours de l'été 1908, cette bande d'amis part en villégiature à Saint-Tropez et peint ensemble. Durant un temps, Dunoyer et Boussingault partagent un même atelier à Paris.
Il expose pour la première fois en 1909 au Salon des indépendants. En mai 1910, il inaugure avec André Dunoyer de Segonzac et Luc-Albert Moreau, par une exposition de dessins, la nouvelle galerie Barbazanges.

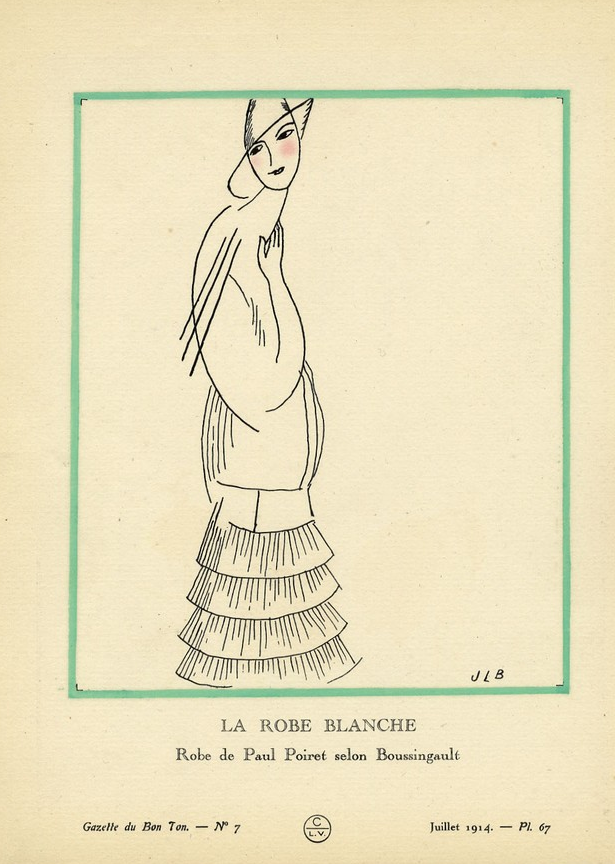
« La Robe blanche », pour Paul Poiret (Gazette du bon ton, juillet 1914).

En 1914, Bernard Boutet de Monvel fait son portrait, et en juin, il collabore à la Gazette du Bon Ton, représentant une robe de Paul Poiret : ce dernier lui commande un important ensemble décoratif pour ses boutiques. Il l'appelle le « nouveau Constantin Guys ». Il collabore aussi à l'hebdomadaire illustré fondé par Paul Iribe, Le Témoin.

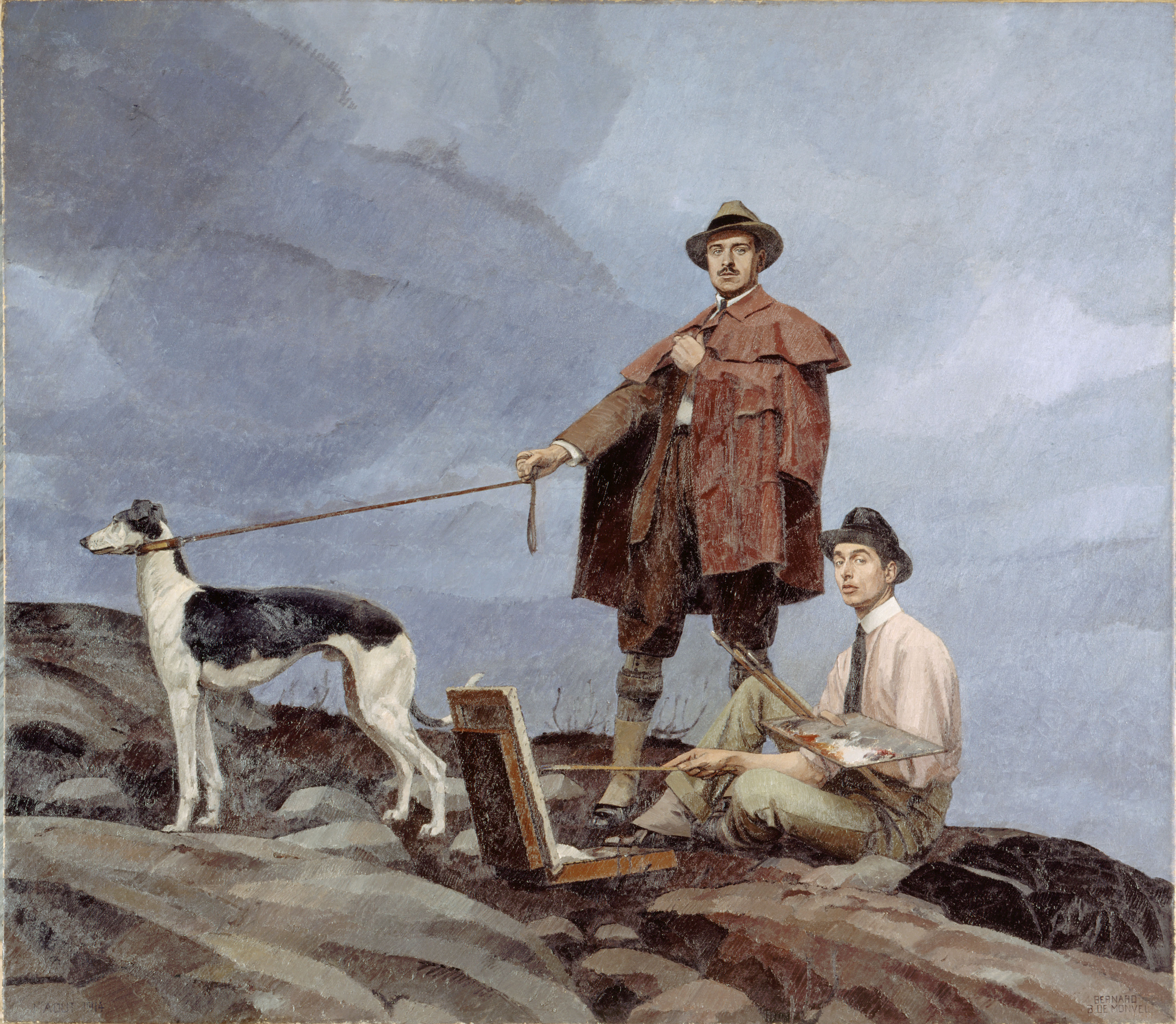
Bernard Boutet de Monvel - Dunoyer de Segonzac et Boussingault peingant (août 1914), Paris, Petit Palais

En 1919, il rejoint la Compagnie des arts français fondée par Louis Süe et André Mare, où il retrouve Dunoyer et Moreau : ils appartiennent au courant figuratif de l'art décoratif et travaille en fonction de commandes.
En septembre-octobre 1923, il expose à la galerie van Deene d'Amsterdam en compagnie de onze autres peintres.
Sa mort le 17 mai 1943 au sein de la Clinique Oudinot dans le 7e arrondissement, en pleine guerre, ne passe pas inaperçue puisqu'une exposition hommage se tient du 10 mars au 23 avril 1944 au musée des Arts décoratifs. Il est inhumé au cimetière du Père-Lachaise (6e division).

## Conservation

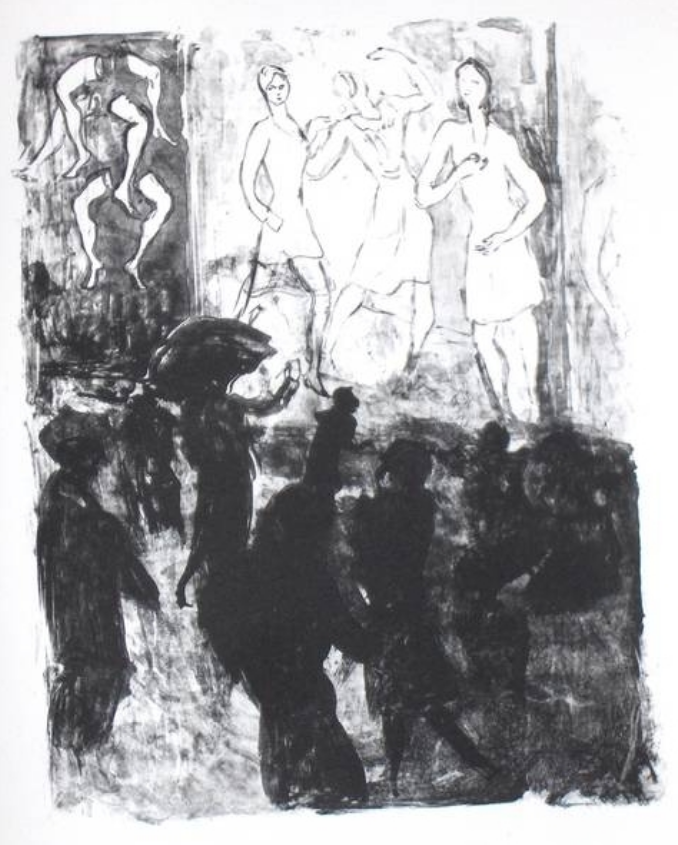
Lithographie illustrant D'après Paris de Léon-Paul Fargue (1931).

- L'Église Notre-Dame du Chêne à Liefravenberg, dessin et aquarelle, 1905, cabinet des estampes et des dessins de Strasbourg.
- Femme se peignant, huile sur toile, 72 × 59 cm, musée des beaux-arts de Troyes.
- La Plante verte, huile sur toile, 80 × 65 cm, musée des beaux-arts de Troyes.
- Le Homard, huile sur toile, 24 × 41 cm, musée d'art moderne de Troyes.
- Trompette au chien, huile sur panneau, 31 × 21 cm, musée de L'Abbaye, Saint-Claude (Jura)[6].
- Portrait de jeune fille (la petite Rachel), huile sur toile, 73 × 60 cm, circa 1930, musée d'art moderne et contemporain de Strasbourg.

## Livres et albums illustrés
- Maurice de Noisay, Tableau des courses ou Essai sur les courses de chevaux en France, illustré de 11 lithographies en couleurs, Paris, Nouvelle revue française, 1921.
- Jean-Léopold Duplan, Tableau de la vénerie, illustré de 14 lithographies en noir ou en couleurs, Paris, Nouvelle revue française, 1923.
- Léon-Paul Fargue, D'après Paris, avec des lithographies, Paris, Les amis de l'amour de l'art, [1931].
- Georges Courteline, Contes et nouvelles, avec André Dignimont, 2 vol., Paris, Librairie de France, 1930-1931.
- Charles Baudelaire, Le Spleen de Paris, illustré de pointes sèches, Paris, Éditions Jeanne Walter, 1932.
- Valéry Larbaud, Amants, heureux amants, avec huit gravures sur cuivre, Paris, Les Exemplaires, 1932.
- Jean-Louis Boussingault, Champs-Élysées, avec 14 planches, Paris, Aux dépens des cinq-vingt, 1935.
- Jean-Louis Boussingault, Visages, avec 14 planches en manière noire, Paris, Aux dépens des cinq-vingt, 1935.